# 安田美香
安田 美香（やすだ みか、1974年4月12日 - ）は、日本のフリーアナウンサー、タレント、女優。ホリプロアナウンス部所属。育児バラエティー番組『ホリプロ保育園』で「えんちょー」 として番組やイベントの MCを務める。

## 略歴
- 神奈川県中郡二宮町出身[2]。神奈川県立平塚江南高等学校[3]、立教大学文学部を卒業し[4]、日本大学大学院芸術学研究科修士課程を修了した[4]。中学と高校の地理歴史教員免許を持つ[1]。
- 阪神・淡路大震災発生時には、被災地にボランティアとして活動していたことがあった[5]。
- サンミュージック所属時代は多摩川競艇場のイメージガール「多摩川三人娘」を務めた。
- 2006年5月28日に結婚。その後、2010年に長男、2013年に長女の2人の子供を授かっている。
- 『キャプテン翼』に憧れ、地元・二宮町の「FC富士見が丘」に入団してサッカーを始める[2][6]。中学生になると、近所にプレーするチームが無かったためFC富士見が丘の同級生の女子らと自ら女子チームを作り、神奈川県女子サッカーリーグに登録[6]。平塚江南高等学校に入学後は男子サッカー部に唯一の女子部員選手として所属した[6]。芸能人女子フットサルチーム「XANADU loves NHC」のキャプテンを務めた。背番号は「9」。チーム最年長。好きなJリーグのチームは、安田の出身地の二宮町をホームタウン(2000年以前は、二宮町の隣にある平塚市のみ。2000年からホームタウンに制定)とする湘南ベルマーレで、現在、スカパー!→2017年以降はDAZNでレポーターを担当している[7]。
- 特技は日本舞踊など。落語も好きで、四代目三遊亭歌奴に師事、「鹿鳴家 春々」（かなりや ちゅんちゅん）の高座名でも活動。介護施設や保育園などでも落語を披露している[2]。
- 愛称は「やっさん」で、本人も自分のことを「やっさん」と呼ぶことが多く[2]、実際にザナのユニフォームの背中にも「YASSAN」と書かれている。
- 子役の安田美香は同姓同名だが別人。
- 「育児に挫折したのがきっかけ」[8]で「ニコニコ生放送・ホリプロちゃんねる（ch192）」にて子育てバラエティー番組「子育てシャベリ場！ ホリプロ保育園」をスタート[8]。「えんちょー」 として番組やイベントの MCを務める[9]。2012年10月から日経トレンディネットとの共同企画で「『日経トレンディイクメン隊』×『ホリプロ保育園』　子育てに効く“つぶやき”」を連載開始[8]。2014年3月からは「働くママとパパのためのサイト 日経DUAL」で「ホリプロ保育園DUAL出張所」を連載開始[10]。
- 「わっしょ～い!」が口癖[2]。「ワッショイショイー!」というギャグをよく発する。
- 高校生時代から伊集院光のラジオ番組のリスナーで、はがきも送ったことがある[2]。
- 非常にそそっかしく、『伊集院光とらじおと』（TBSラジオ）の第1回放送日には緊張のあまりパジャマの上にコートを着た状態でTBSに出勤し、マネージャーに借りた服で生放送に臨んでいる[11][12]。また2016年7月11日には服にクリーニングのシミ抜き済みの札を首の後ろに下げたまま出勤し、その事を番組冒頭で伊集院に指摘されている。これらのエピソードから「おっちょこちょい話安田コレクション」という週替わりメールテーマが募集され[13]、2017年12月限定で水曜日の9時台コーナーにもなり、以降も不定期・暫定コーナーとして取り上げられている。
- 2022年3月5日開催の「2021−22 Yogibo WEリーグ第12節」で実況アナウンサーとしてデビューした[6]。
- 『スーパージョッキー』の熱湯コマーシャルに2度出たことがある。同コーナーで活躍した松尾伴内とラジオ番組（『伊集院光とらじおと』2020年11月25日）で会い感動した。
- 2024年3月に、駅で女性が倒れるのを目撃、大声で周囲に知らせ、駆けつけた駅員に状況を伝えた。この件をSNSに投稿すると、行動を讃える多くのコメントが付き、話題となった[14][15]。

## 出演

### ラジオ番組
- 阿部重典のアットマーク（2006年10月 - 2008年3月、茨城放送）月曜日 - 金曜日 15:00 - 17:55） 水曜日担当アシスタント
- 師岡正雄のショウアップナイター編集部!（2007年10月 - 2008年3月、ニッポン放送） - 土曜日17:45頃の「ひとめぼれリポーター」として出演
- スフィアリーガー 朝練スタンバイ（2006年10月 - 2007年3月、JFN系列各局）
- GROOVE LINE Z（2010年 - 2011年、J-WAVE） - 火曜日担当レポーター（主に隔週出演）
- 東京女子流*スクールラジオ（2013年4月21日 - 、ラジオNIKKEI）
- YAJIKITA on the road→KIKI-TABI〜2 Thousand Miles〜（2015年10月 - 、JFN系列各局[16]） - 旅人（リポーター） ※不定期出演
- 伊集院光とらじおと（2016年4月 - 2022年3月24日、TBSラジオ） - 月曜日→水曜日担当アシスタント[17]
- 伊集院光の週末TSUTAYAに行ってこれ借りよう!（2016年4月 - 9月、TBSラジオ） - 阿部哲子の後任として、吉井歌奈子（『伊集院光とらじおと』水曜アシスタント）と交互にアシスタントを担当。
- 伊集院光のタネ（2023年10月10日 - 、ニッポン放送） - パートナー ※不定期

### テレビドラマ
- 女と愛とミステリー「刑事吉永誠一 涙の事件簿」第2作（2004年12月15日、テレビ東京） - 秘書 役
- 金曜プレステージ「ひみつな奥さん(3)イケメンホスト殺人事件」（2008年5月30日、フジテレビ） - 金子早苗 役
- RISKY 第6話（2021年4月30日、MBS） - 産婦人科医 役

### 映画
- 東京ハレンチ天国 さよならのブルース（2001年、本田隆一監督）
- 愛のむきだし（2009年）

### その他のテレビ番組
- スカパー! Jリーグ中継（2007年 - 、スカチャン） - 湘南ベルマーレホームゲームピッチリポーター

### 舞台
- 2003年 「will」（作・演出：久ケ沢徹） - 深田響子 役
- 2003年 ザ・ミッドナイトサスペンス「ラストソングは、殺しの旋律」
- 2004年 「浪人街」（演出：山田和也）
- 2004年 シアターコネクテッド「FANTASY LAND 〜ジョン万次郎物語〜」（演出：坂牧正隆）
- 2004年 Fogburden「ファミリーナ」（演出：MAW） - ヒロイン 役
- 2005年 ザ・ミッドナイトサスペンス「ホロスコープから犯人が消える」
- 2005年 世界初フットサル・ミュージカル「ピヴォ☆ガール」（演出：堤泰之）
- 2006年 おにぎりスキッパーズ2「侍ヘンドリクス」（演出：三島ゆたか） - ヒロイン 役
- 2006年 シアターコネクテッド「飛行回路」（演出：坂牧正隆）
- 2007年 さるしげろっく「キャッツ＆スター」（演出：猿山のぼる） - ヒロイン 役
- 2007年 不消者（けされず）「好敵手あらわる!」（演出：和田小太郎）
- 2007年 bpm「聖の夜」（演出：浅沼晋太郎）
- 2008年 不消者（けされず）「冬の鼠」（演出：和田小太郎）